# Tuần tra Núi băng Quốc tế

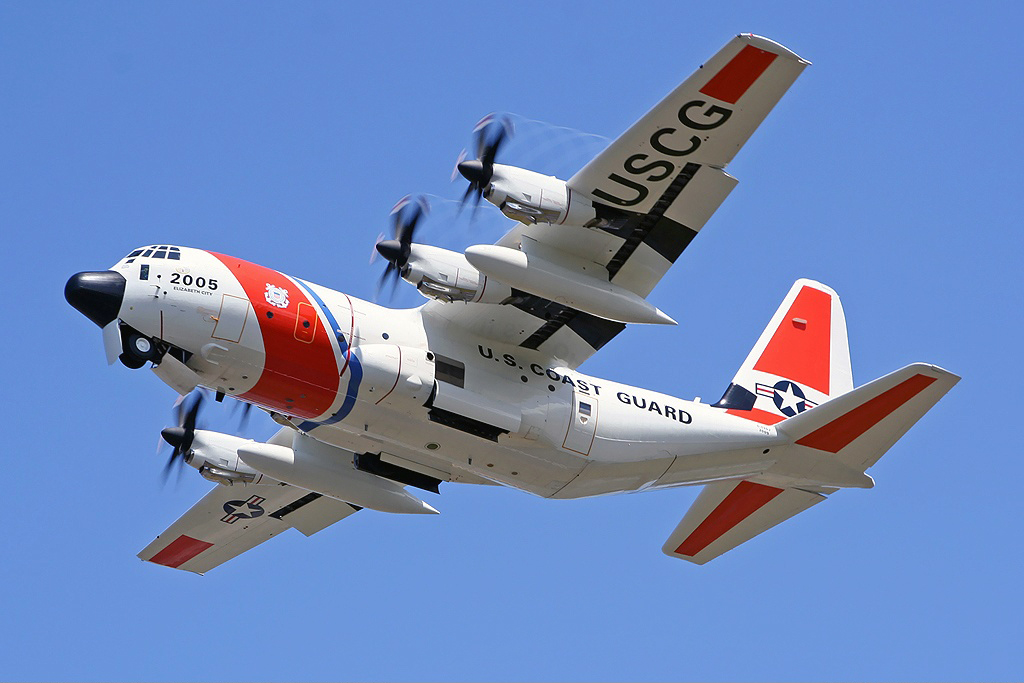
C-130 Hercules đang làm nhiệm vụ tuần tra

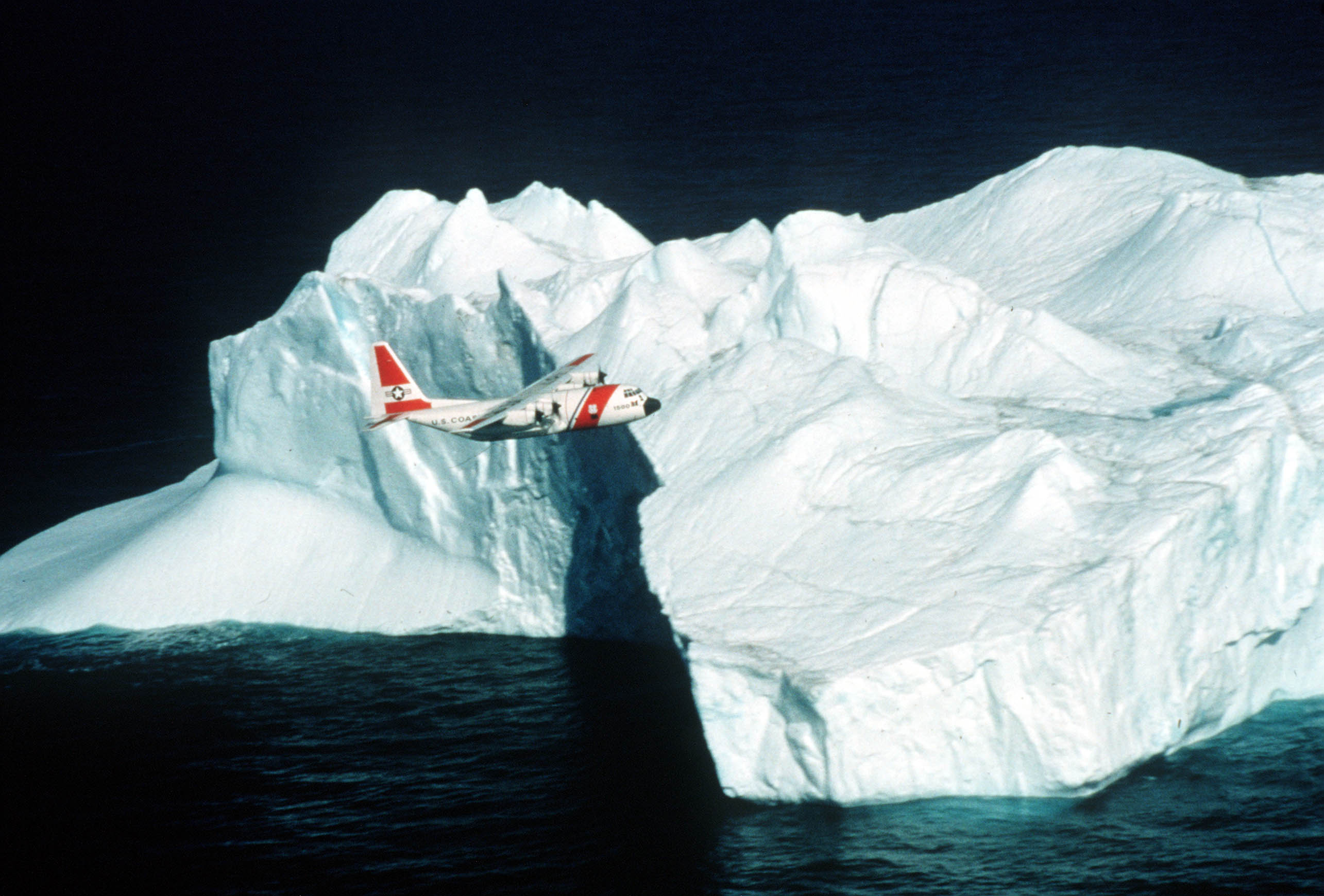
Cảnh vệ bờ biển C-130 trong lực lượng Tuần tra Núi băng Quốc tế tại Bắc Băng Dương

Từ 1914 Tuần tra Núi băng Quốc tế đã giám sát sự hiện diện của các tảng băng trôi tại bắc Đại Tây Dương và báo cáo về sự di chuyển của chúng nhằm đảm bảo cho vận tải biển tại khu vực này. Nó được thành lập sau thảm họa chìm tàu RMS Titanic.

## Tài trợ
Tổ chức này đã nhận $5,9 triệu USD hỗ trợ từ chính phủ các nước:
- Bỉ
- Canada
- Đan Mạch
- Phần Lan
- Pháp
- Đức
- Hy Lạp
- Ý
- Nhật Bản
- Hà Lan
- Na Uy
- Panama
- Ba Lan
- Tây Ban Nha
- Thụy Sĩ
- Vương quốc Liên hiệp Anh và Bắc Ireland
- Hoa Kỳ

(từ năm 1998)